# گلن تامپسون
گلن تامپسون (به انگلیسی: Glenn Thompson) نمایندهٔ حوزه انتخابیه پنجم پنسیلوانیا از حزب جمهوری‌خواه ایالات متحده آمریکا در مجلس نمایندگان ایالات متحده آمریکا است که برای نخستین‌بار در ۲۸ ژانویه ۲۰۰۹ میلادی به‌عضویت این مجلس درآمد.